# Kematen an der Ybbs
Kematen an der Ybbs est une commune autrichienne du district d'Amstetten en Basse-Autriche.

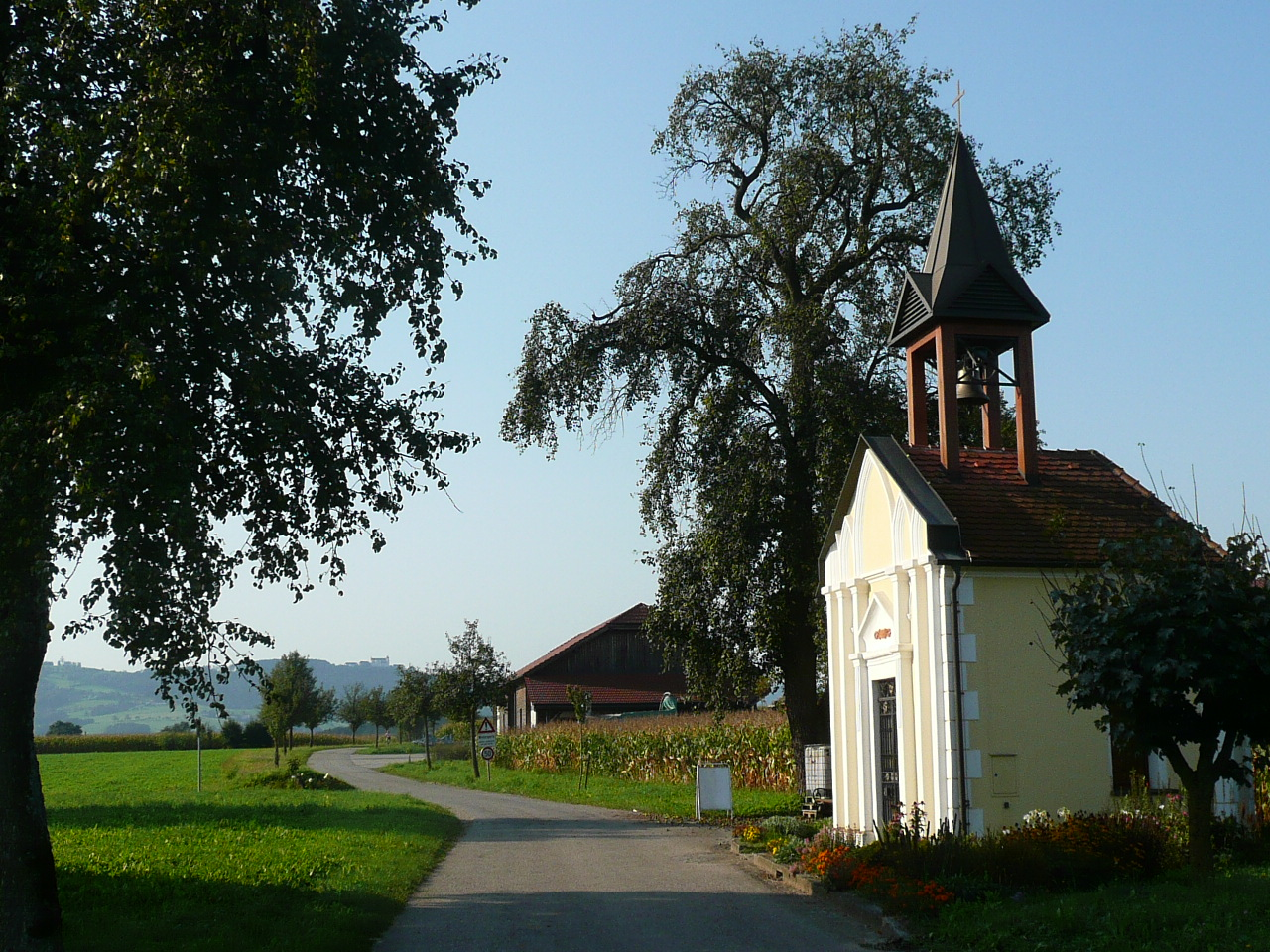
Chapelle à Kematen an der Ybbs, Mostviertel, Basse-Autriche. On aperçoit l'église du Sonntagberg au loin, vers le sud

## Histoire

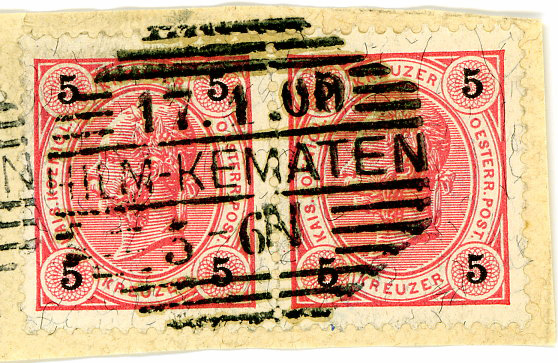
Timbres de 5 kreuzer oblitérés en 1900 à Hilm-Kematen